# Zápróc
Zápróc (románul Băbdiu) falu Romániában, Kolozs megyében, Déstől nyugatra.

## Fekvése
Déstől északnyugatra, a Bábolna hegy közelében, ettől északkeletre a völgyben fekvő település.

## Története
Területén újkőkorszaki leleteket tártak fel. Első említése 1507-ből származik.
Zápróc nevét 1507-ben említette először oklevél Zaproch néven, mint Alparét tartozékát és a nádasdi Ongor család birtokát.
Későbbi névváltozatai: 1587-ben Zaprocz, 1599-ben Zaproos, 1616-ban Zaprocz, 1733-ban Záprocz, 1808-ban és 1861-ben Zaprocz, 
1888-ban Záprocz (Zepurtz), 1913-ban Zápróc.
1507-ben a birtok nádasdi Ongor János fiainak Jánosnak és Miklósnak utód nélküli halála végett, a Szobi Mihálylyal kötött kölcsönös örökösödési szerződésük alapján, a király adományából Szobi Péter fiára Mihályra szállt.
1521-ben Héderfái Barlabási Lénárd erdélyi alvajda birtoka, aki itteni részét végrendeletileg leányaira: Katalinra Nyujtódi Demeternére és Magdolnára Somkereki Erdélyi Gergelynére és Zsófia, Borbála, Fruzsina nevű lányaira hagyta.
1577 előtt Barrabási János csanádi püspök birtoka, aki Barrabási Ferenccel és Mihállyal, Bogáti Ozsvátnéval osztozott meg rajta. Bogátiné leányát Kendi Antal vette nőül, később a Barrabási rész is rájuk szállt.
1599-ben birtokosa István moldvai vajda özvegye Marinka volt, 1602-ben pedig Kornis Boldizsár, ki itteni birtokára Bástától oltalom-levelet kapott.
1606-ban Litterati Mihály (deák) birtokaként említették.
A trianoni békeszerződés előtt Szolnok-Doboka vármegye Dési járásához tartozott.
1850-ben 554 lakosából 526 román, 21 zsidó és 7 magyar, 1910-ben 831 lakosából 43 magyar, 787 román volt. Ebből 788 görögkatolikus, 40 izraelita volt.